# Нарвал

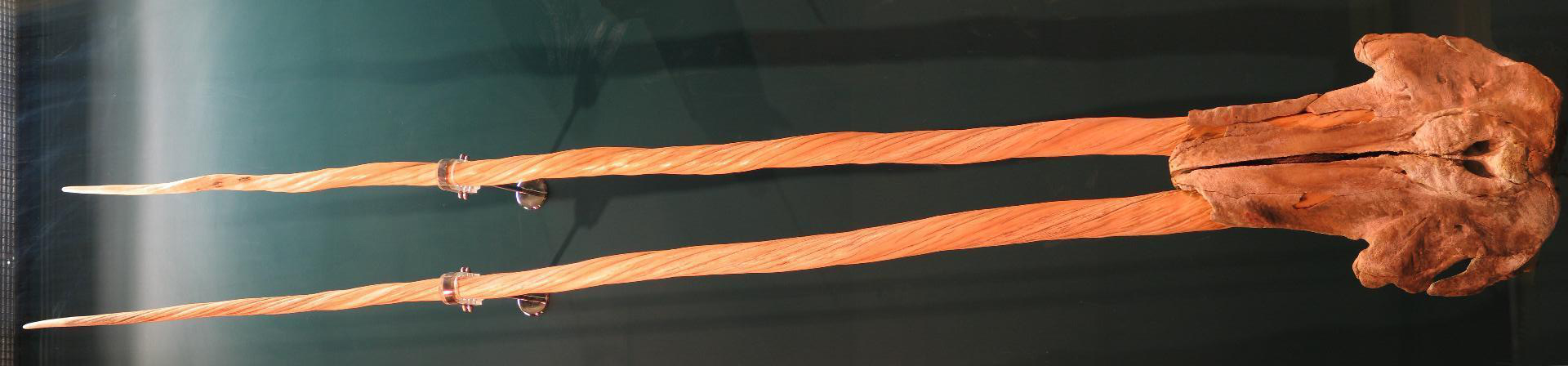
Череп нарвала з двома іклами — рідкісне явище. Як правило, чоловічі особини мають одне довге ікло, з лівого боку верхньої щелепи. Зоологічний музей Гамбурга

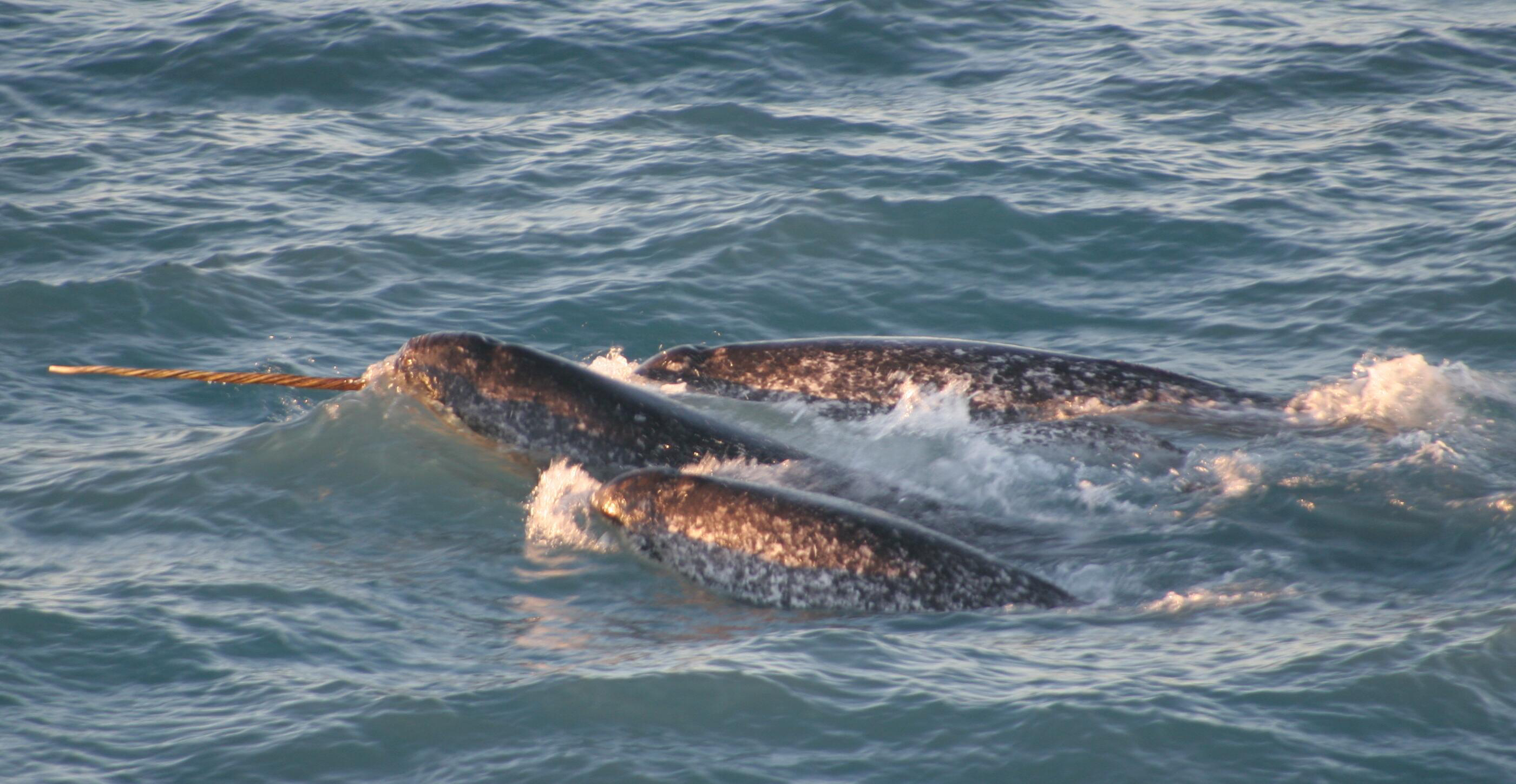
Зграйка нарвалів

Нарвал однорогий, єдиноріг (Monodon monoceros) — рідкісний вид ссавців родини нарвалових. Поширений в арктичних водах. Довжина тварини зазвичай становить 4–5 метрів, не враховуючи бивня, який може сягати 3 метрів у найбільших самців. Нарвал найтісніше споріднений з білухою.

## Морфологічна характеристика
Мабуть, найбільш помітною особливістю нарвала є наявність ікла («бивні»), яке виступає з верхньої лівої губи у самця нарвала й може сягати довжини 3 метри й маси 10 кг у дуже великих особин. У нарвала всього два зуби; як правило, лівий прорізується, а правий зуб залишається вбудованим. У більшості самиць обидва зуби залишаються вбудованими, однак у обох статей може бути один або два бивні. Якщо присутні обидва бивні, лівий завжди більший. Існували різні гіпотези щодо функцій бивня. Останнім часом віддають перевагу двом можливим функціям: ієрархічній і як орган чуття. Останні дослідження показали, що зуб містить ≈ 10 мільйонів нервових закінчень, за допомогою яких, крім температури і тиску води, залежно від глибини можна визначити вміст солі в морській воді та кількість здобичі.
Ще одна унікальна фізична характеристика — відсутність спинного плавця. У нарвалів замість спинного плавця є спинний хребет. Спинний хребет і його виїмковий малюнок унікальні, тому його можна сфотографувати та використати для розрізнення окремих нарвалів.
Нарвали мають темно-синьо-сірий колір при народженні. З віком проявляється білий колір, створюючи плямистий візерунок. Дорослий нарвал має темну плямисту спинну сторону і кремову черевну сторону. Нарвал продовжує ставати світлішим і, зрештою, дуже старі самці можуть бути переважно білого кольору.
Дорослі нарвали мають довжину 4–5 метрів і вагу 900—1600 кг; самці більші за самиць. Голова мала. Морда тупа. Рот малий, вузький, загнутий догори до кутів. Плавники невеликі й округлі. 2n=44 і каріотип нарвала подібний до каріотипу більшості інших китоподібних.

## Спосіб життя
Кожне літо нарвали проводять приблизно два місяці в вільних від льоду затоках і фіордах канадської Арктики, східного острова Баффіна, західної та східної Гренландії та Шпіцбергена. Восени нарвали мігрують до районів зимівлі, які, як правило, є глибокими, офшорними, вкритими льодом місцями проживання вздовж континентального схилу. Нарвали дуже пристосовані до місць із обмеженою кількістю відкритої води. Висока щільність нарвалів утворюється у відводках і тріщинах пакового льоду. Взимку нарвали інтенсивно харчуються на дні моря, але деякі субпопуляції також можуть харчуватися пелагічною здобиччю. Значна частина річного споживання енергії отримується взимку.
Отелення відбувається навесні під час північної (або в деяких популяціях прибережної) міграції, яка збігається з відступанням морського льоду. Риба, кальмари та креветки складають раціон нарвала, особливо арктичні види риб, такі як Reinhardtius hippoglossoides, Boreogadus saida, Arctogadus glacialis.
Ворогами нарвалів є Homo sapiens, Odobenus rosmarus, Orcinus orca, Somniosus microcephalus, Ursus maritimus.

## Використання
На нарвалів полюють у Канаді та Гренландії, щоб отримати їжу для людей і тварин, а також задля бивнів. Бивні нарвала з Канади та Гренландії продаються на спеціалізованих сувенірних ринках всередині країни, а також експортуються у вигляді цілих бивнів або у вигляді різьблених виробів.

## Охорона
Нарвал занесений до Додатку II Конвенції про міжнародну торгівлю видами, що перебувають під загрозою зникнення (CITES). Тому країни-експортери зобов'язані подавати висновок про відсутність шкоди. Ця вимога змусила Канаду та Гренландію задокументувати рівні вилову та торгівлі, а також надати дані про чисельність і тенденції полювання нарвалів. Негативні висновки зробили експорт бивнів нарвала з кількох запасів у Канаді незаконним протягом короткого періоду в 2010-11 роках і призвів до тимчасової заборони на експорт у Гренландії у 2006 році. Ця заборона діяла щонайменше до лютого 2014 року. Робоча група Наукового комітету NAMMCO зі стану чисельності нарвалів і білуг збираються разом щороку, щоб переглянути нову інформацію про біології нарвалів і білух, оновлювати оцінки та надавати поради урядам Канади та Гренландії. Європейський Союз ввів заборону на імпорт бивнів нарвала в грудні 2004 року. Очевидно, що ця заборона була знята у лютому 2010 року у відповідь на те, що Гренландія запровадила систему квот «на основі наукових порад і більш точних цифр чисельності популяції». Імпорт продуктів з нарвала до Сполучених Штатів був заборонений Законом США про захист морських ссавців з 1972 року.

## Назва
Наукова родова назва Monodon отримана від дав.-гр. μόνος — «єдиний», ὀδών, ὀδούς — «зуб»; видова назва monoceros утворена від μόνος — «єдиний, один», κέρας — «ріг». Назва нарвал запозичена зі скандинавських мов і походить від nar — «труп» і (h)val(r) — «кит»; скандинавська назва («трупо-кит») пояснюється тим, що ця тварина часто має блідий колір і має літню звичку лежати нерухомо на поверхні води або біля неї.
У самців у верхній щелепі розвивається спрямований вперед бивень, звідки й інша назва — єдиноріг. В українських природничих працях також зафіксовано назви: одноріг, зуборіг, нарваль.